# كفاءة عاطفية

تشير الكفاءة العاطفية إلى قدرة المرء على التعبير أو أطلاق مشاعره الداخلية (العواطف)، والتي تدل على الراحة حول الآخرين وتحدد قدرة المرء على القيادة والتعبير بفعالية ونجاح. كما تعرف بكونها إحدى المهارات الاجتماعية الأساسية كالإدراك والتفسير والاستجابة البناءة للعواطف في نفسك وللآخرين.

## الوصف
مفهوم الكفاءة العاطفية متجذر في فهم العواطف كجوانب طبيعية ومفيدة من كونك إنسان، فيعرف الغضب بأنه ردة فعل على السلوك العدواني ، وعلى الرغم من أن الغضب عادة ما ينظر إليه كشيء سلبي إلا انه يعطي الشخص قوة لصد العدوان، وأحيانا يمكن أن يعبر عن غرض للحماية، كما يعد الحزن ردة فعل عن التخلي أو الإحساس بعدم المحبة، والذي يؤدي بدوره إلى الحصول على ردود فعل متعاطفة من الآخرين، أخيرا الخوف والذي يعرف بكونه استجابة للخطر والذي له تأثير فسيولوجي واضح في مضاعفة حواسنا وتسريع ردود فعلنا.
من هنا يمكن أن نرى بأن قمعنا للعواطف يمكن أن يكون مفيدا لتجنب الأذى والحرج والكبح، ولكن تعلم الناس قمعهم لمشاعرهم الغير لائقة يعد جزءًا من المجتمع الطبيعي. فقمع الآخرين لمشاعرهم يكون لتجنب صراع أو عدم الراحة في النفس والتي يمكن أن تؤدي إلى التحكم بهم، وهذا بدوره قد يكون غير صحي لهم ولجميع الأطراف المعنية. فالأشخاص المؤهلون عاطفيا يعبرون عن مشاعرهم بطريقه مناسبة للحالة ولاحتياجاتهم وللآخرين، ويحاولون عدم قمع مشاعرهم وردود فعلهم المناسبة والتواصل من قبل مشاعر الآخرين.
يعتقد بعض علماء النفس أنه إذا لم يتم التعبير عن المشاعر المناسبة على أساس منتظم،فانه يتم تخزين تلك المشاعر في الذاكرة بغير محله أو بكونها مسألة لم تحل بعد. وهذا قد يؤدي أيضا إلى عدم القدرة على معالجة المؤثرات أو الأفكار العاطفية الأخرى، أو أن تبقى لديهم سلوكيات عاطفية تستولي على ذاتهم. قد تعيد بعض الأحداث في المستقبل المشاعر القديمة مما يؤدي إلى استجابات عاطفية غير مناسبة، أو قد يؤدي إلى عدم وجود أي ردة فعل  أو قد يؤدي إلى انعدام في الكفاءة العاطفية. كما  ينطبق ذلك غالبا على مشاعر الأطفال التي يمنعون من التعبير عنها، فعندما يرغب شخص بالغ ببساطة أن يتجنب التعامل مع مشاعر الأطفال التي قد تكون حقيقية وهامه جدا بالنسبة لهم لكونهم لم يتعلموا بعد أن المشاعر والحقائق  أمران متنافيان ، أو أن العاطفة يمكن أن يساء فهمها أو يساء استخدامها. يمكن أن يفيد التعبير عن مشاعر الطفولة  أو المشاعر المتراكمة في الكبار في تقديم المشورة.
يمكن أن تؤدي الكفاءة العاطفية إلى تحسين الصحة من خلال تجنب الإجهاد الذي يؤدي إلى قمع المشاعر، ويمكن أيضا أن يؤدي إلى تحسين العلاقات منذ أن المشاعر الغير الملائمة اقل عرضة للتعبير عنها ولا يتم تجنب السلوك المناسب خوفا من إثارة بعض العواطف. ويمكن أن ينظر إليها في اقتصاد الموارد البشرية باعتبارها أساس حقيقي ومفيد.

## الأساس العاطفي
قد وصفت البروفسورة  الدكتورة بينيديكت جندرون مستشهدة بعملها في عام 2002، مفهوم الأساس العاطفي بأنه مجموعة من الكفاءات العاطفية الشخصية والاجتماعية التي تشكل موردًا متأصلا للشخص ومفيدة للتنمية الشخصية والمهنية والتنظيمية و كما تشارك في التماسك الاجتماعي والنجاح الشخصي والاجتماعي والاقتصادي "(جيندرون 2004 -2006 )،."  و أيضا بسبب تأثيره على الأداء (في المدرسة و في العمل والمنظمات) وعلى الرفاهية (الرضا عن الحياة والصحة... ( وعلى التماسك الاجتماعي والمواطنة؛ ينبغي أن يُأخذ الأساس العاطفي في الاعتبار و على محمل الجد من قبل صانعي السياسات العامة والتعليمية والممارسين والشركات "." يعد الأساس العاطفي في نهاية المطاف مجموعة (موارد) من الكفاءات العاطفية التي تعطي الأفراد و المنظمات القدرة على استخدام العواطف لمساعدة الأفراد على حل المشكلات وعيش حياة أكثر فعالية وتساعد المنظمات في مواجهة الاقتصاد والتغيرات الاجتماعية وللنجاح والنجاة  في عالم الاقتصاد الجديد. إن الأساس العاطفي بدون الأسس (المادية والبشرية والاجتماعية والثقافية)، أو  عند وجود تلك الأسس بدون الأساس العاطفي يعد جزء من الحل فقط , مما يجعله رأسًا للعمل مع  وجود القلب واليدين. يجب أن يتم الجمع بين كل من الأيدي والرأس والقلب  ثلاثتهم ... مع أخذهم بعين الاعتبار فرديا: الأيدي والرأس والقلب ". (جيندرون، 2004، ص 31) ويستمد هذا المفهوم  من طريقة عمل الذكاء العاطفي الذي ينظر إلى الوعي الذاتي والتنظيم الذاتي والوعي الاجتماعي والتنظيم الاجتماعي ككفاءات أساسية مفيدة في  التعامل والتغلب على الإجهاد و في استخدام العواطف بطريقة إيجابية.

## تأكيد الذات
تؤكد النهج الإنسانية على أهمية تأكيد الذات , كما حددتها آن ديكسون والتي بدورها تؤكد على أهمية العمل مع العواطف. فإنها تعترف على وجه الخصوص بالحاجة إلى معالجة التلاعب أو المناورة (بأن لا يقول الشخص ما يريد) - العدوانية (أنها محاولة لإجبار الشخص الآخر على فعل ما يريدون) وهو السلوك الذي يستغل و يتلاعب بمشاعر الآخرين لمحاولة للحصول على ما يريد. يعد بناء القدرات العاطفية هو وسيلة جيده لتعلم طريقة التعامل مع مثل هذا السلوك.
جانب آخر هو بان تتعلم أن تكون حزما عندما تكون عاطفيا,والذي بدوره يشمل التدريب على التأكيد الذاتي  بتعلم مجموعة من الطرق للتعامل مع أي حالة ,  بحيث يكون الشخص قادرًا على اختيار الطريقة التي تبدو مناسبة وملائمة له في كل مناسبة, وفيما يتعلق بالمشاعر يتم تشجيع الناس على ملاحظة وقبول ما يشعرون به و بأنهم يملكون خيارات للتعامل مع الوضع بهدوء من خلال قول وفعل ما يرغبون به ، وكلها تنطوي على الكفاءة العاطفية.
ويرى بعض الباحثين أن دور العاطفة قد أهمل، سواء في الحسابات التقليدية لصنع القرارات أو من ناحية الاهتمام والدراسة أو في غيرها من المجالات القضائية .